# Ilex coriacea
Ilex coriacea är en järneksväxtart som först beskrevs av Frederick Traugott Pursh, och fick sitt nu gällande namn av Chapman. Ilex coriacea ingår i släktet järnekar, och familjen järneksväxter. Inga underarter finns listade i Catalogue of Life.

## Bildgalleri

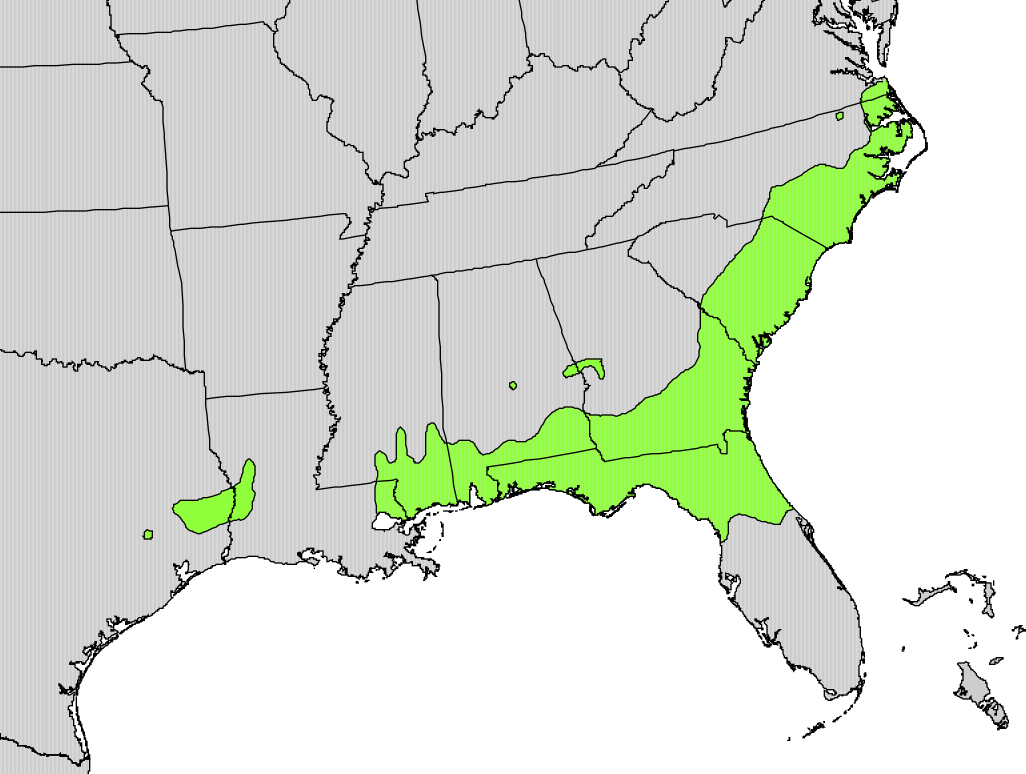